# Sakhnin
Sakhnin (em árabe: سخنين; em hebraico:  סַחְ'נִין ou סִכְנִין) é uma cidade israelo-árabe no distrito Norte de Israel, com 25.100 habitantes. Localiza-se na Baixa Galileia, a cerca de 23 quilómetros do Acre. Foi declarada cidade em 1995.
Sua população é constituída por árabes, principalmente muçulmanos, além de uma considerável minoria cristã.  Sakhnin abriga também a maior população de sufistas muçulmanos dentro de Israel, com aproximadamente 80 membros.